# Alfredo Notte
Alfredo Notte (Macchiagodena, 1918 – Ostreni Vogel, 11 aprile 1941) è stato un militare italiano, insignito della medaglia d'oro al valor militare alla memoria nel corso della seconda guerra mondiale.

## Biografia
Nacque a Macchiagodena nel 1918 all'interno di una famiglia di contadini. Il 1º febbraio 1940, mentre lavorava come pastore e contadino, venne chiamato a svolgere servizio militare di leva nel Regio Esercito, assegnato all'arma di cavalleria.
Dopo l'entrata in guerra del Regno d'Italia, avvenuta il 10 giugno dello stesso anno, venne inquadrato nel Gruppo "Lancieri di Aosta" di stanza in Albania, e dopo la fine del periodo di addestramento si imbarcò per raggiungere la città di Durazzo. Il 28 ottobre 1940 il governo italiano decise di attaccare la Grecia, e in vista dell'offensiva egli fu assegnato al 3º Squadrone del VI Gruppo del Reggimento "Lancieri di Milano" (7º). Si distinse subito nel corso delle operazioni belliche offrendosi spesso volontario per ricognizioni a cavallo e per pattugliamento a piedi.
Il 6 aprile le forze tedesche attaccarono la Jugoslavia, per poi entrare in Grecia. Il giorno 10 il comando italiano ordinò alle proprie truppe di passare all'offensiva generale contro l'esercito greco, attaccando in forze ove fosse possibile. Al Reggimento "Lancieri di Milano" fu ordinato di muovere all'attacco in località Ostreni Vogel, nei pressi del torrente Drina con i combattimenti che imperversarono quasi due giorni, durante i quali caddero numerosi soldati di entrambe le parti. Durante un furibondo combattimento a piedi egli venne raggiunto da una scarica di proiettili rimanendo ferito gravemente. Con gli ultimi respiri incitò i suoi compagni a continuare l'attacco e a non curarsi di lui, e poco prima di spegnersi riuscì ad estrarre dalla tasca una cartolina scrivendovi sopra, con il sangue, il suo testamento spirituale: Caduto per la Patria. Per onorarne il coraggio fu decretata la concessione della medaglia d'oro al valor militare alla memoria.